# De konstitutionella
De konstitutionella (finska: Perustuslailliset) kallades i början av 1900-talet i Finland anhängarna av ett passivt motstånd mot förryskningsåtgärderna. 
De konstitutionella utgjordes huvudsakligen av ungfinnar och svenskar, vilka sammanslöt sig till ett konstitutionellt parti, vars främsta ledare var Leo Mechelin och Rabbe Axel Wrede. Ett viktigt passivt motståndsarbete utfördes av den hemliga organisationen Kagalen. De konstitutionella kom till makten efter storstrejken 1905, då kejsaren utnämnde en konstitutionell senat, som satt till 1908.